# Cresta sagittale
In anatomia viene chiamata cresta sagittale (crista sagittalis) una cresta ossea mediana che sporge dalla sommità del cranio e di solito si estende dall'osso occipitale all'osso frontale - cioè lungo il vertice o la sutura sagittale. È presente in particolare presso molti mammiferi e rettili.
Nei mammiferi la cresta sagittale serve principalmente come punto di inserzione superiore e di appoggio per i muscoli masticatori e quindi, negli animali viventi, rimane in gran parte nascosta tra questi muscoli; di conseguenza, la cresta sagittale è evidente solo come caratteristica distintiva dello scheletro. Nel caso dei fossili, la presenza di una cresta sagittale viene regolarmente utilizzata come indice di un apparato masticatore particolarmente pronunciato e - insieme ad altre caratteristiche anatomiche, in particolare della dentatura - consente di trarre conclusioni riguardo alla dieta della specie in questione.
La cresta sagittale è particolarmente pronunciata, ad esempio, nel tapiro sudamericano, nei gorilla e nelle specie del genere ominide fossile Paranthropus.

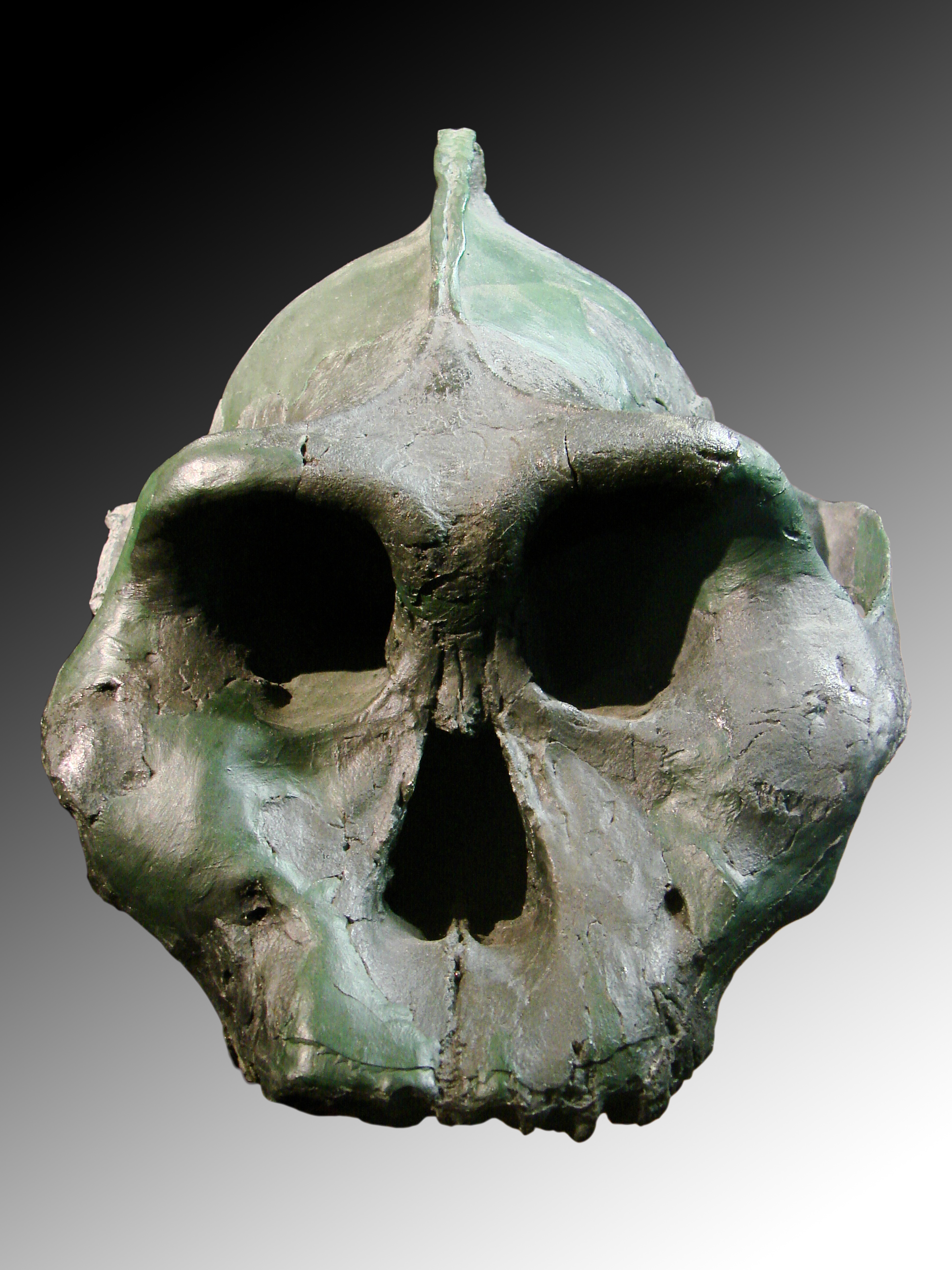
Paranthropus aethiopicus
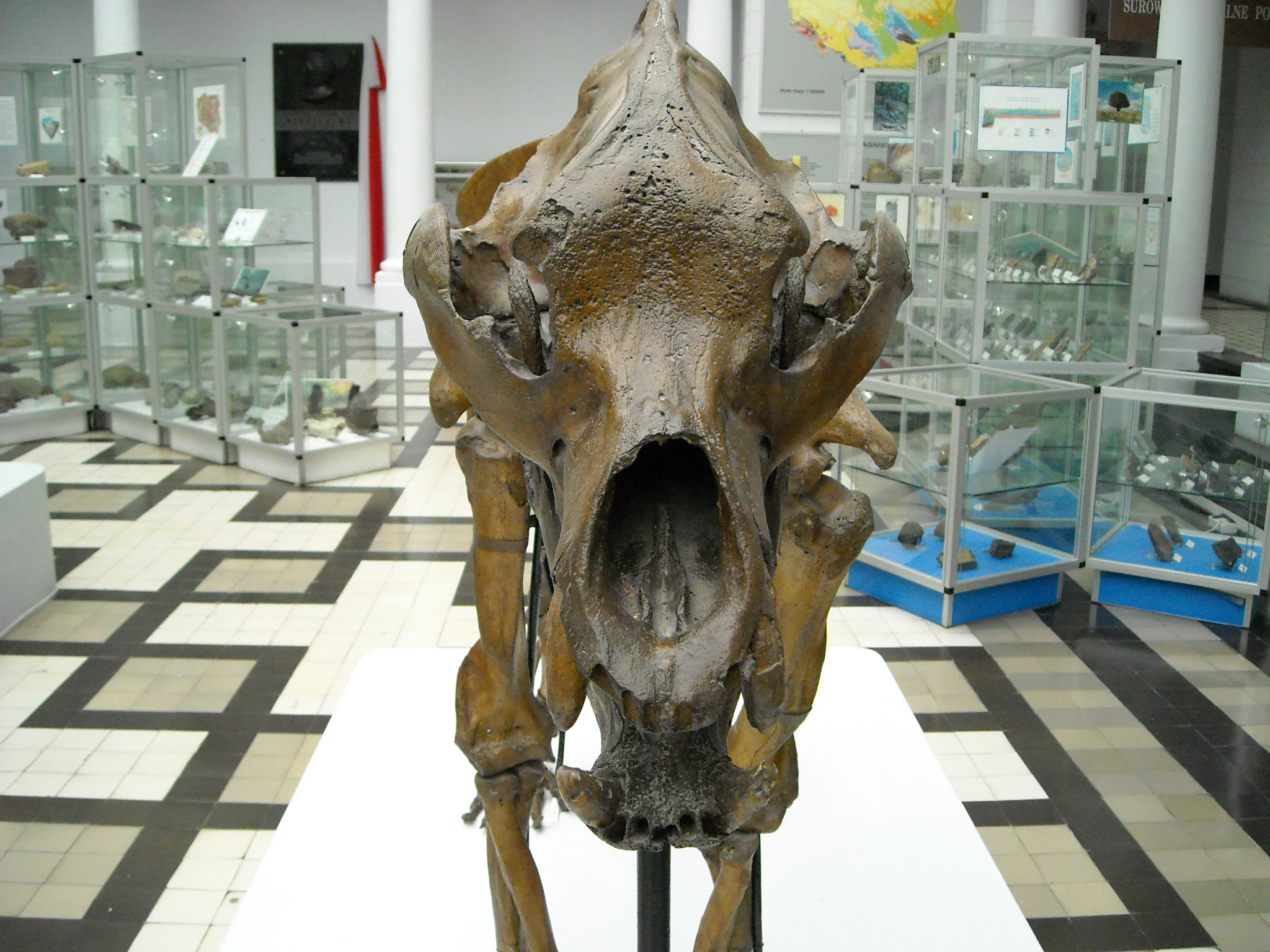
Orso delle caverne
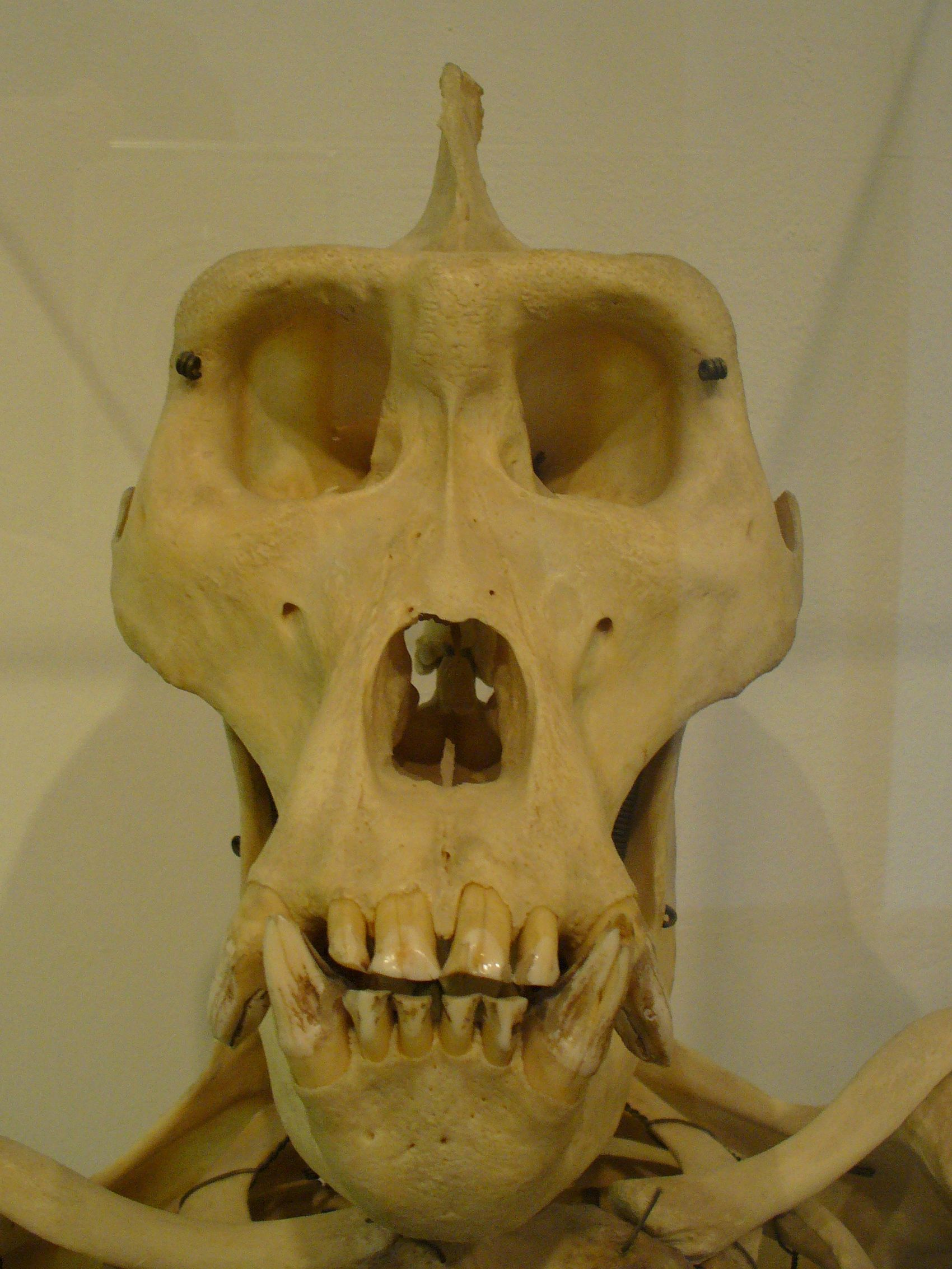
Gorilla
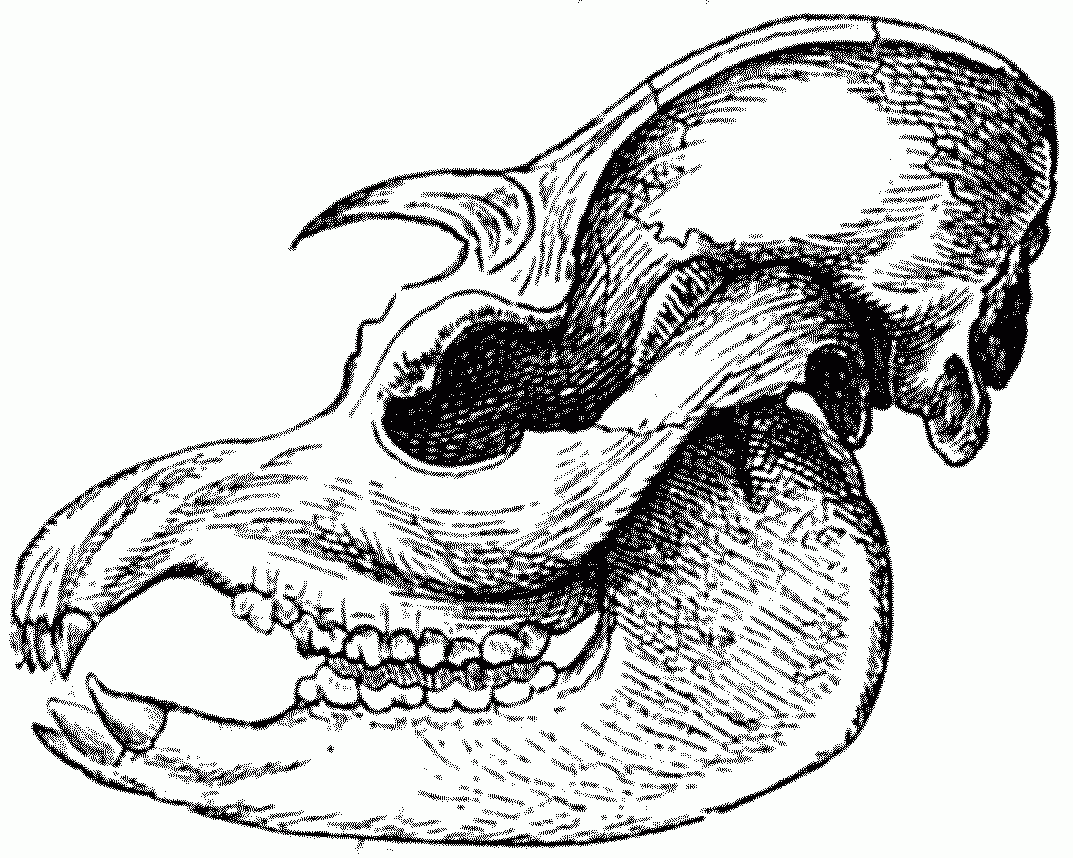
Tapiro
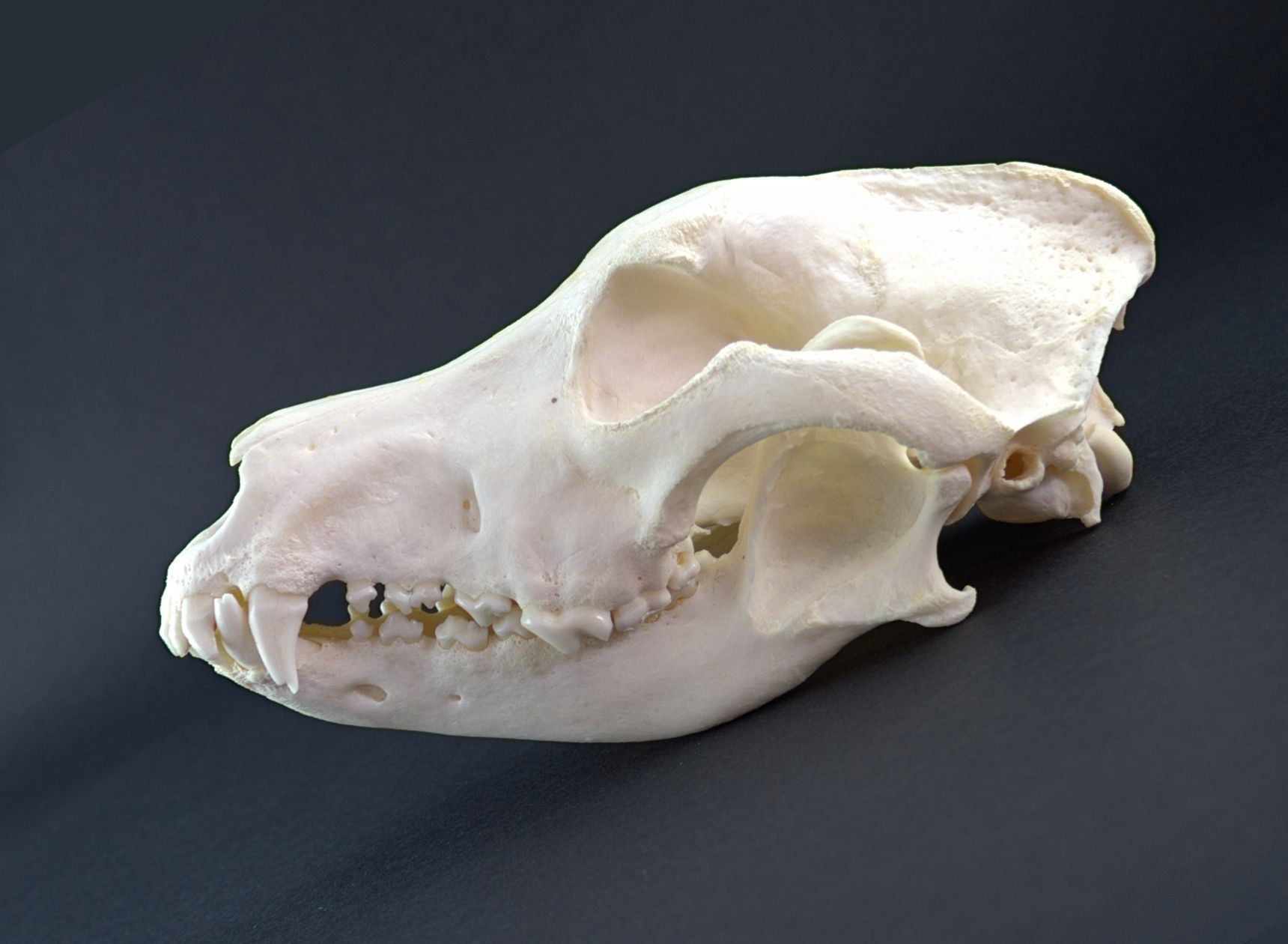
Cane